# Baguer-Pican
Baguer-Pican (tiếng Breton: Bagar-Bihan, Gallo: Bayér-Pican) là một xã của tỉnh Ille-et-Vilaine, thuộc vùng Bretagne, miền tây bắc nước Pháp.